# 旭川商工信用組合
旭川商工信用組合（あさひかわしょうこうしんようくみあい）は、かつて2002年5月まで北海道旭川市に本店を持ち、旭川市、士別市、名寄市などを事業地区としていた信用組合である。かつての本店は、北海道旭川市3条通7丁目423番地の3に所在した。2002年5月7日に札幌市に本店のある北央信用組合に営業譲渡した。

## 概要
1952年4月に「旭都信用組合」として設立、1961年4月に旭川商工信用組合に名称変更。2001年3月末で、預金量711億円・貸出金581億円・店舗数16店舗の業容で営業していた。
ずさんな融資や債権回収の焦げ付き、特に大口融資先であり道内でホテル等を展開していた本間興業（本社：旭川市）への融資が問題となり、2001年3月期の不良債権が約156億円にまで拡大。この結果約41億円の債務超過に陥り、2001年6月22日に経営破綻した。自己資本比率は破綻の段階で1%以下にまで低下していた。旭川市は北海道第2の都市であるが、その旭川に本店がある金融機関の経営破綻は地元経済に大きな衝撃を与えた。